# Strážov (Klatovyi járás)
Strážov település Csehországban, a Klatovyi járásban. Strážov Nýrsko, Vrhaveč, Klenová, Javor, Janovice nad Úhlavou, Běšiny, Čachrov és Dešenice településekkel határos. Lakosainak száma 1368 fő (2024. január 1.).

## Népesség
A település lakosságának változását az alábbi diagram mutatja:
| Lakosok száma | 3596 | 3225 | 3297 | 1818 | 1494 | 1307 | 1406 | 1417 | 1343 | 1368 |
|               | 1869 | 1900 | 1921 | 1961 | 1980 | 2011 | 2016 | 2019 | 2021 | 2024 |